# Стрельба на летних Олимпийских играх 2020
Соревнования по стрельбе на летних Олимпийских играх 2020 года прошли с 24 июля по 2 августа 2021 года в стрелковом парке Асака. В отличие от Игр 2016 года, количество стрелков, которые разыграют пятнадцать комплектов наград (6 у мужчин, 6 у женщин и 3 смешанные соревнования), было сокращено с 390 до 360 с равным распределением между мужчинами и женщинами. Кроме того, три мужских дисциплины (винтовка лёжа (50 метров), пистолет (50 метров) и дубль-трап) будут заменены на смешанные соревнования.
Успешнее всего выступили стрелки Китая, они выиграли 11 медалей, в том числе 4 золотые. Команда Олимпийского комитета России (под этим именем выступала Россия) взяла золотые медали впервые с 2004 года.

### Общий зачёт
(Жирным выделено самое большое количество медалей в своей категории; принимающая страна также выделена)
| Общее количество медалей |                  |        |         |        |       |
| Место                    | Страна           | Золото | Серебро | Бронза | Всего |
| 1                        | Китай            | 4      | 1       | 6      | 11    |
| 2                        | США              | 3      | 2       | 1      | 6     |
| 3                        | ОКР              | 2      | 4       | 2      | 8     |
| 4                        | Чехия            | 1      | 1       | 0      | 2     |
| 5                        | Швейцария        | 1      | 0       | 1      | 2     |
| 6                        | Иран             | 1      | 0       | 0      | 1     |
| 6                        | Словакия         | 1      | 0       | 0      | 1     |
| 6                        | Испания          | 1      | 0       | 0      | 1     |
| 6                        | Франция          | 1      | 0       | 0      | 1     |
| 10                       | Сан-Марино       | 0      | 1       | 1      | 2     |
| 10                       | Сербия           | 0      | 1       | 1      | 2     |
| 12                       | Болгария         | 0      | 1       | 0      | 1     |
| 12                       | Италия           | 0      | 1       | 0      | 1     |
| 12                       | Дания            | 0      | 1       | 0      | 1     |
| 12                       | Республика Корея | 0      | 1       | 0      | 1     |
| 12                       | Куба             | 0      | 1       | 0      | 1     |
| 17                       | Кувейт           | 0      | 0       | 1      | 1     |
| 17                       | Украина          | 0      | 0       | 1      | 1     |
| 17                       | Великобритания   | 0      | 0       | 1      | 1     |
| Всего                    | Всего            | 15     | 15      | 15     | 45    |

### Медалисты

#### Мужчины
| Дисциплина                                     | Золото               | Серебро                 | Бронза                             |
| Пневматическая винтовка, 10 м см. подробнее    | Уильям Шейнер США    | Шэн Лихао Китай         | Ян Хаожань Китай                   |
| Винтовка из трёх положений, 50 м см. подробнее | Чжан Чанхун Китай    | Сергей Каменский ОКР    | Миленко Себич Сербия               |
| Пневматический пистолет, 10 м см. подробнее    | Джавад Форуги Иран   | Дамир Микец Сербия      | Пан Вэй Китай                      |
| Скорострельный пистолет, 25 м см. подробнее    | Жан Кикампуа Франция | Леурис Пупо Куба        | Ли Юэхун Китай                     |
| Трап см. подробнее                             | Иржи Липтак Чехия    | Давид Костелецкий Чехия | Мэттью Кауард-Холли Великобритания |
| Скит см. подробнее                             | Винсент Хэнкок США   | Йеспер Хансен Дания     | Абдулла Аль-Рашиди Кувейт          |

#### Женщины

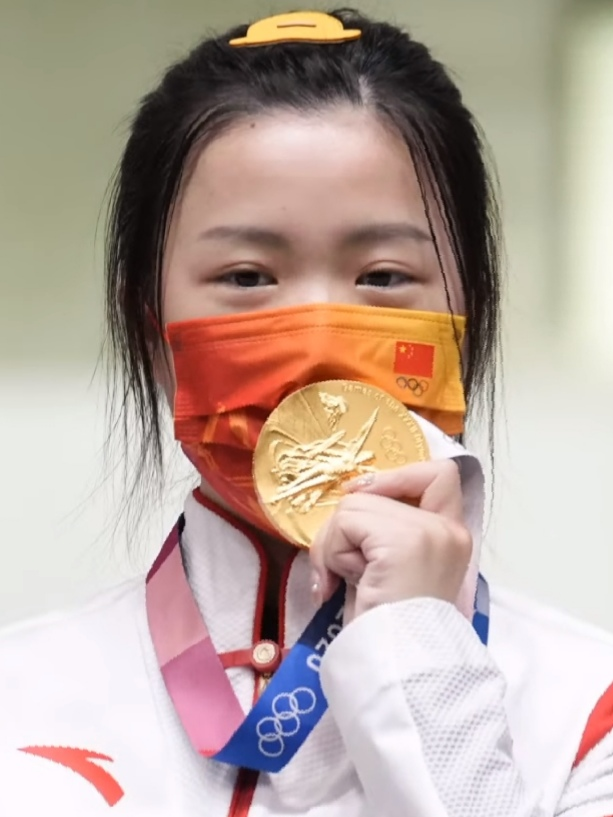
Ян Цянь с золотой олимпийской медалью

| Дисциплина                                     | Золото                      | Серебро                        | Бронза                        |
| Пневматическая винтовка, 10 м см. подробнее    | Ян Цянь Китай               | Анастасия Галашина ОКР         | Нина Кристен Швейцария        |
| Винтовка из трёх положений, 50 м см. подробнее | Нина Кристен Швейцария      | Юлия Зыкова ОКР                | Юлия Каримова ОКР             |
| Пневматический пистолет, 10 м см. подробнее    | Виталина Бацарашкина ОКР    | Антоанета Костадинова Болгария | Цзян Раньсинь Китай           |
| Пистолет, 25 м см. подробнее                   | Виталина Бацарашкина ОКР    | Ким Минджон Республика Корея   | Сяо Цзяжуйсюань Китай         |
| Трап см. подробнее                             | Зузана Штефечекова Словакия | Кейл Браунинг США              | Алессандра Перилли Сан-Марино |
| Скит см. подробнее                             | Эмбер Инглиш США            | Диана Бакози Италия            | Вэй Мэн Китай                 |

#### Смешанные соревнования
| Дисциплина                                  | Золото                                        | Серебро                                            | Бронза                                   |
| Пневматическая винтовка, 10 м см. подробнее | Китай · Ян Цянь · Ян Хаожань                  | США · Мэри Такер · Лукас Козински                  | ОКР · Юлия Каримова · Сергей Каменский   |
| Пневматический пистолет, 10 м см. подробнее | Китай · Цзян Раньсинь · Пан Вэй               | ОКР · Виталина Бацарашкина · Артём Черноусов       | Украина · Елена Костевич · Олег Омельчук |
| Трап см. подробнее                          | Испания · Фатима Гальвес · Альберто Фернандес | Сан-Марино · Алессандра Перилли · Джан Марко Берти | США · Мэделинн Бернау · Брайан Берроуз   |

## Квалификация
В феврале 2018 года, ISSF согласилась изменить распределение олимпийских квот, поскольку оно направлено на достижение гендерного равенства. В результате будут распределены 360 квот, в равной степени распределенные между мужчинами и женщинами.
Согласно ISSF, квалификационный период начнется с чемпионата мира по стрельбе 2018 года в Чханвоне, который завершится 15 сентября 2018 года, почти за два года до начала самих игр. На чемпионате будут розданы 48 индивидуальных квот и 12 квот для смешанных команд. В общей сложности, квалификационный период пройдёт между 1 сентября 2018 года и 30 апрелем 2020 года и будет включать в себя этапы кубка мира 2019 года, первенства континентов (Африка, Европа, Азия, Океания и Америка) и международных форумы (Европейские игры 2019, Панамериканские игры 2019).
В отличие от предыдущих игр, стране-хозяйке Игр — Японии, гарантировано 12 квот, в каждой индивидуальной дисциплине.